# Lạng Giang
Lạng Giang is een district in de Vietnamese provincie Bắc Giang. Het ligt in het noordoosten van Vietnam. Het noordoosten van Vietnam wordt ook wel Vùng Đông Bắc genoemd. De hoofdplaats van het district is Vôi.
Thị trấn: Vôi · Kép

Xã: Thái Đào · Đại Lâm · Tân Dĩnh · Xương Lâm · Tân Hưng · Hương Sơn · Xuân Hương · Mỹ Thái · Phi Mô · Tân Thanh · Mỹ Hà · Tiên Lục · Đào Mỹ · An Hà · Tân Thịnh · Hương Lạc · Nghĩa Hưng · Nghĩa Hòa · Quang Thịnh · Dương Đức · Yên Mỹ
Hoofdstad: Bắc Giang

Huyện: Hiệp Hoà · 
Lạng Giang · 
Lục Nam · 
Lục Ngạn · 
Sơn Động · 
Tân Yên · 
Việt Yên · 
Yên Dũng · 
Yên Thế